# Sébastien Turgot
Sébastien Turgot, né le 11 avril 1984 à Limoges, est un coureur cycliste français, professionnel de 2008 à 2016. Il a notamment terminé sur le podium de deux grandes classiques françaises, Paris-Tours (3e en 2008) et Paris-Roubaix (2e en 2012).

## Biographie

### 2002-2007: Carrière amateur
Après avoir fait ses classes entre 2002 et 2006 au Saint-Jean-de-Monts Cyclisme où il termine notamment troisième du Chrono des Nations juniors, il passe en 2007 dans l'équipe Vendée U, réserve de l'équipe vendéenne Bouygues Telecom. Il réalise une très bonne première saison dans les rangs de l'équipe. Il remporte plusieurs victoires dont la première édition des Trois jours de Vaucluse qu'il gagne devant des professionnels comme Nicolas Vogondy, second, une étape du Tour de Bretagne et le Tour des Landes. Il termine également second des Boucles catalanes derrière Alexandre Blain. Ses bons résultats lui permettent de devenir professionnel début 2008 au sein de la formation Bouygues Telecom dirigée par Jean-René Bernaudeau.

### 2008: Première saison, premier podium sur une classique
Pour sa première année professionnelle, il participe à sa première course lors du Tour ivoirien de la Paix. Il remporte à cette occasion sa première victoire professionnelle en gagnant la 1re étape. Il termine second du classement général. Au mois de juillet, il devient champion de France de l'Américaine avec son coéquipier Damien Gaudin et également champion de France de poursuite par équipe (avec Damien Gaudin, Jérôme Cousin et Fabrice Jeandesboz). En fin de saison, il réalise de nouveau des performances sur la route avec un podium sur le Tour de la Somme (3e), une sixième place au classement général du Tour du Poitou-Charentes mais surtout une troisième place sur la classique française Paris-Tours en provoquant la décision et le départ de l'échappée à cinq qui se disputent la victoire. Il termine derrière les Belges Philippe Gilbert et Jan Kuyckx. Il démontre ainsi ses capacités de rouleur et un potentiel prometteur pour les classiques d'un jour.

### 2009-2010: Résultats en dents de scie
Après une saison 2009 marquée par une grosse blessure, il retrouve son meilleur niveau lors de la saison 2010. Il montre des aptitudes sur les classiques pavées avec une septième place sur la semi-classique belge Kuurne-Bruxelles-Kuurne 2010 disputée dans des conditions atmosphériques dantesques et éprouvantes. Quelques jours plus tard, il gagne la 2e étape des Trois Jours de La Panne dans des conditions similaires. Il prend la huitième place du classement général de cette course. 
En juillet, il participe à son premier Grand Tour, le Tour de France. Il termine notamment sixième des quatre, cinq et sixième étapes. À l'arrivée à Paris, il se classe 113e et termine septième du classement par points avec 135 unités.

### 2011-2012: Podium sur Paris-Roubaix
Sébastien Turgot commence sa saison 2011 sur les classiques belges mais ne réalise pas de grands résultats. En juin, il remporte le prologue des Boucles de la Mayenne en devançant notamment le champion de France 2010 du contre la montre, Nicolas Vogondy. Il termine deuxième du classement final de cette épreuve derrière Jimmy Casper.
Il participe ensuite à son second Tour de France où il termine deux fois huitième d'étape au sprint et finit 120e du classement général final. En août, il termine dixième du Tour du Danemark.
En 2012, il réalise de nouveau de belles performances sur les classiques belges. Seizième du Circuit Het Nieuwsblad, dixième du Grand Prix E3 et des Trois Jours de La Panne, il se classe surtout deuxième de Paris-Roubaix, à 1 minute et 47 secondes du vainqueur Tom Boonen. Il rejoint un groupe de trois coureurs sur le ciment du vélodrome de Roubaix et s'impose au sprint pour disputer la deuxième place, franchissant la ligne avec moins d'un boyau d'avance sur Alessandro Ballan. Il est le premier coureur français à monter sur le podium de cette course depuis la victoire de Frédéric Guesdon en 1997. Il annonce à cette occasion qu'un jour, il « battrait Boonen. Sur Paris-Roubaix ou ailleurs ».
En mai 2012, il est menacé de suspension pour des défauts de localisation, mais est défendu par son équipe qui conteste deux des trois manquements qui l'accusent. Le 1er juin, il est relaxé par la Fédération française de cyclisme.

### 2013: Tops 10 de plusieurs classiques flandriennes
En 2013, il termine dixième du Grand Prix E3, puis il prend la huitième place du Tour des Flandres. Début avril, il termine dixième de Paris-Roubaix malgré une crevaison à 41 kilomètres de l'arrivée, au secteur pavé 9 de Mérignies et Avelin. Non sélectionné sur le Tour de France et ayant des difficultés relationnelles avec un membre de l'encadrement de son équipe depuis les classiques flandriennes, Turgot et son coéquipier Damien Gaudin décident de quitter ensemble Europcar en fin de saison. Le 27 août, la formation AG2R La Mondiale annonce la signature pour 3 ans à partir de la saison 2014 de Sébastien Turgot.

### 2014-2016: passage difficile chez AG2R La Mondiale
Sébastien Turgot intègre l'équipe AG2R La Mondiale, rejoignant ainsi le World Tour. Il y est accompagné de son ami Damien Gaudin avec qui il court dans la même équipe depuis la période Vendée U. Les deux coureurs sont les leaders de leur formation pour les classiques flandriennes, Turgot sert également de dernier équipier des sprints de Yauheni Hutarovich.
Son début de saison 2015 est gâché par une tendinite au genou. Lors de sa campagne de classiques belges, il se voit ainsi contraint à l'abandon sur les épreuves d’À travers les Flandre, le Grand Prix E3, Gand-Wevelgem, le Tour des Flandres ou encore la Flèche Brabançonne. Sur Paris-Roubaix, il ne peut faire mieux qu'une 102e place. Il retrouve des sensations en juillet, sur le Grand Prix Cerami (5e), le Tour de Wallonie (9e du classement général) et le Tour de Pologne (5e de la première étape, 4e du classement par points).

## Palmarès sur route

### Palmarès amateur
- 2002
  - Trophée Louison-Bobet
  - 2e du Tour du Haut-Anjou
  - 3e du Chrono des Nations juniors
- 2006
  - Jard-Les Herbiers
  - 2e de Paris-Connerré
  - 3e du Circuit de la vallée de la Loire
- 2007
  - Classement général des Trois jours de Vaucluse
  - 5e étape du Tour de Bretagne
  - Tour des Landes :
    - Classement général
    - 3e étape (contre-la-montre)

  - 2e des Boucles catalanes
  - 2e du Grand Prix de la ville de Buxerolles
  - 2e de Jard-Les Herbiers
  - 3e du Circuit méditerranéen

### Palmarès professionnel
- 2008
  - 1re étape du Tour ivoirien de la Paix
  - 2e du Tour ivoirien de la Paix
  - 3e du Grand Prix de la Somme
  - 3e de Paris-Tours
- 2010
  - 2e étape des Trois Jours de La Panne
- 2011
  - Prologue des Boucles de la Mayenne
  - 2e des Boucles de la Mayenne
- 2012
  - 2e de Paris-Roubaix
  - 10e du Grand Prix E3
- 2013
  - 8e du Tour des Flandres
  - 10e du Grand Prix E3
  - 10e de Paris-Roubaix
- 2014
  - 3e de Cholet-Pays de Loire

### Résultats sur les grands tours

#### Tour de France
2 participations
- 2010 : 113e
- 2011 : 120e

#### Tour d'Espagne
1 participation
- 2014 : 154e

### Classiques
Le tableau ci-dessous présente les résultats de Sébastien Turgot lors des classiques de l'UCI World Tour.
| Année | Milan-San Remo | Grand Prix E3 | Gand-Wevelgem | Tour des Flandres | Paris-Roubaix | HEW/Vattenfall Cyclassics | Grand Prix Ouest-France de Plouay | Paris-Tours |
| ----- | -------------- | ------------- | ------------- | ----------------- | ------------- | ------------------------- | --------------------------------- | ----------- |
| 2008  |                |               |               |                   | AB            |                           |                                   | 3e          |
| 2009  | 144e           | 45e           | 54e           | AB                | AB            | 88e                       |                                   |             |
| 2010  | 109e           | 32e           |               | 79e               | AB            |                           | 136e                              |             |
| 2011  |                |               | 42e           | 81e               | 34e           |                           |                                   |             |
| 2012  |                | 10e           |               | 26e               | 2e            |                           |                                   | 11e*        |
| 2013  | 15e            | 10e           | 198e          | 8e                | 10e           |                           |                                   |             |
| 2014  |                | 34e           | 34e           | 50e               | 14e           |                           |                                   | 76e*        |
| 2015  |                | AB            | AB            | AB                | 119e          | 62e                       | 75e                               | 72e*        |
| 2016  |                | 60e           | 69e           | AB                | AB            |                           |                                   |             |

- * Course UCI Europe Tour

### Classements mondiaux
| Année           | 2006 | 2007 | 2008 | 2009 | 2010 | 2011 | 2012 | 2013 | 2014 | 2015 | 2016 |
| --------------- | ---- | ---- | ---- | ---- | ---- | ---- | ---- | ---- | ---- | ---- | ---- |
| UCI World Tour  |      |      |      |      |      |      |      |      | nc   | 202e | nc   |
| UCI Europe Tour | 968e | 286e |      |      | 241e | 238e | 118e | 578e |      |      |      |

## Palmarès sur piste

### Championnats de France
- 2008
  -  Champion de France de poursuite par équipes (avec Damien Gaudin, Jérôme Cousin et Fabrice Jeandesboz)
  -  Champion de France de l'américaine (avec Damien Gaudin)